# Dal Varešanović
Dal Varešanović (Vienna, 23 maggio 2001) è un calciatore bosniaco, centrocampista del Çaykur Rizespor e della nazionale bosniaca.

## Biografia
È il figlio di Mirza Varešanović e il nipote di Mirsad Fazlagić, a loro volta calciatori.

## Carriera

### Club
Ha giocato nella prima divisione bosniaca ed in quella turca.

### Nazionale
Ha esordito con la nazionale bosniaca il 17 giugno 2023, in occasione della partita di qualificazione all'Europeo 2024 persa per 3-0 contro il Portogallo.

## Statistiche

### Presenze e reti nei club
Statistiche aggiornate al 18 giugno 2023.
| Stagione        | Squadra         | Campionato      | Campionato | Campionato | Coppe nazionali | Coppe nazionali | Coppe nazionali | Coppe continentali | Coppe continentali | Coppe continentali | Altre coppe | Altre coppe | Altre coppe | Totale | Totale |
| Stagione        | Squadra         | Comp            | Pres       | Reti       | Comp            | Pres            | Reti            | Comp               | Pres               | Reti               | Comp        | Pres        | Reti        | Pres   | Reti   |
| --------------- | --------------- | --------------- | ---------- | ---------- | --------------- | --------------- | --------------- | ------------------ | ------------------ | ------------------ | ----------- | ----------- | ----------- | ------ | ------ |
| 2020-2021       | Sarajevo        | PL              | 1          | 1          | CB              | 0               | 0               | UCL+UEL            | 0                  | 0                  |             | -           | -           | 1      | 1      |
| 2021-2022       | Sarajevo        | PL              | 22         | 4          | CB              | 7               | 1               | UECL               | 2                  | 0                  |             | -           | -           | 31     | 5      |
| 2022-2023       | Sarajevo        | PL              | 30         | 8          | CB              | 1               | 0               | -                  | -                  | -                  |             | -           | -           | 31     | 8      |
| Totale carriera | Totale carriera | Totale carriera | 53         | 13         |                 | 8               | 1               |                    | 2                  | 0                  |             | -           | -           | 63     | 14     |

### Cronologia presenze e reti in nazionale
| Cronologia completa delle presenze e delle reti in nazionale ― Bosnia ed Erzegovina | Cronologia completa delle presenze e delle reti in nazionale ― Bosnia ed Erzegovina | Cronologia completa delle presenze e delle reti in nazionale ― Bosnia ed Erzegovina | Cronologia completa delle presenze e delle reti in nazionale ― Bosnia ed Erzegovina | Cronologia completa delle presenze e delle reti in nazionale ― Bosnia ed Erzegovina | Cronologia completa delle presenze e delle reti in nazionale ― Bosnia ed Erzegovina | Cronologia completa delle presenze e delle reti in nazionale ― Bosnia ed Erzegovina | Cronologia completa delle presenze e delle reti in nazionale ― Bosnia ed Erzegovina |
| Data                                                                                | Città                                                                               | In casa                                                                             | Risultato                                                                           | Ospiti                                                                              | Competizione                                                                        | Reti                                                                                | Note                                                                                |
| ----------------------------------------------------------------------------------- | ----------------------------------------------------------------------------------- | ----------------------------------------------------------------------------------- | ----------------------------------------------------------------------------------- | ----------------------------------------------------------------------------------- | ----------------------------------------------------------------------------------- | ----------------------------------------------------------------------------------- | ----------------------------------------------------------------------------------- |
| 17-6-2023                                                                           | Lisbona                                                                             | Portogallo                                                                          | 3 – 0                                                                               | Bosnia ed Erzegovina                                                                | Qual. Euro 2024                                                                     | -                                                                                   | 79’                                                                                 |
| 19-11-2023                                                                          | Zenica                                                                              | Bosnia ed Erzegovina                                                                | 1 – 2                                                                               | Slovacchia                                                                          | Qual. Euro 2024                                                                     | -                                                                                   | 87’                                                                                 |
| Totale                                                                              |                                                                                     | Presenze                                                                            | 2                                                                                   |                                                                                     | Reti                                                                                | 0                                                                                   |                                                                                     |

## Palmarès

### Club

#### Competizioni nazionali
- Coppa di Bosnia: 1

Sarajevo: 2020-2021